# يسار جديد

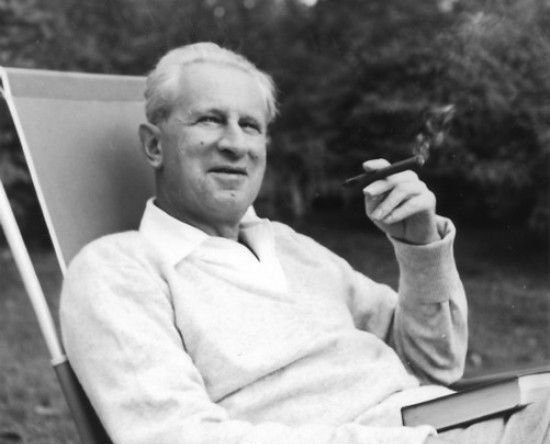
يعدّ هربرت ماركوزه المرتبط بمدرسة فرانكفورت المتفرعة عن النظرية النقدية «أبو اليسار الجديد»

اليسار الجديد هي حركة سياسية انتشرت أساسا في ستينات وسبعينيات القرن العشرين والتي تشكلت من الناشطين في العالم الغربي الذين ناضلوا من أجل مجموعة واسعة من الإصلاحات في قضايا مثل الحقوق المدنية والسياسية والنسوية وحقوق المثليين وحق الإجهاض وأدوار الجنسين و المخدرات والإصلاحات السياسية. يرى البعض آن صعود اليسار الجديد هو رد فعل لمعارضة الماركسية والنقابات العمالية وحركات العدالة الاجتماعية التي تركز على المادية الجدلية والطبقية الاجتماعية. بينما يرى الآخرين انها استمرار وتنشيط اليسارية التقليدية.
ومنهم، وخاصة من تأثر بالتروتسكية، من رفض المشاركة بالحركة العمالية والنظرة الماركسية التاريخية في أن الصراع هو صراع طبقي. وانجذب آخرون إلى إنشاء أشكال ماركسية تماثل بلدانهم مثل الحركة الشيوعية الجديدة (وهو وجه من الماوية) في الولايات المتحدة أو مجموعة ك في البلدان الناطقة بالألمانية. كما ارتبطت الحركة في الولايات المتحدة مع الحركات الطلابية الاحتجاجية ضد الحروب والدفاع عن حق حرية التعبير والحركة.

## الأصول التاريخية
تعود أصول اليسار الجديد إلى العديد من العوامل. فقد أدت الاستجابة المرتبكة للحزب الشيوعي الأمريكي والحزب الشيوعي في بريطانيا العظمى، تجاه الثورة المجرية في عام 1956، إلى اتجاه بعض المفكرين الماركسيين إلى تطوير نهج سياسي أكثر ديمقراطية، وذلك بالضد مما رأوا أنها سياسات مركزية وسلطوية للأحزاب اليسارية قبل الحرب. شكّل أولئك الشيوعيون، الذين خاب أملهم في الأحزاب الشيوعية بسبب طبيعتها السلطوية، في نهاية المطاف «اليسار الجديد»، الذي انتشر أولا بين المفكرين المعارضين للحزب الشيوعي والمجموعات الجامعية في المملكة المتحدة، ثم لاحقا بجانب الراديكاليين الجامعيين في الولايات المتحدة وفي الكتلة الغربية. كان مصطلح اليسار الجديد (nouvelle gauche) منتشرا بالفعل في فرنسا في خمسينات القرن العشرين، وقد ارتبط بمجلة أوبسرفاتور الفرنسية، ومحررها كلور بورديت الذي حاول تكوين موقفا ثالثا، بين النزعتين الستالينية المهيمنة والديمقراطية الاشتراكية لليسار، وارتبط أيضا بكتلتي الحرب الباردة. وقد استعار اليسار الجديد الأول البريطاني اسمه من اليسار الجديد الفرنسي.
يشار إلى المنظر الناقد الألماني-اليهودي هيربرت ماركوزه على أنه «أبو اليسار الجديد». فقد رفض ماركوزه نظرية الصراع الطبقي والاهتمام الماركسي بالعمالة. وفقا للشك كولاكفسكي، فإن ماركوزه نادى بأنه «بما أن جميع المسائل المتعلقة بالوجود المادي قد حُلّت، فإن الأوامر والنواهي الأخلاقية لم تعد مناسبة». فقد اعتبر أن إدراك طبيعة الإنسان الرغبوية، أو الإيروس، هو التحرر الحقيقي للإنسانية، الأمر الذي ألهم يوتوبيا جيري روبن وغيره. وقد اعتقد ماركوزه أيضا أن مفهوم اللوغوس، الذي يتضمن منطق المرء، قد يشتمل على الإيروس بمرور الوقت أيضا.
كان إرنست بلوخ من المفكرين البارزين لليسار الجديد، وقد اعتقد بأن الاشتراكية ستعطي لجميع البشر الوسائل التي تجعلهم خالدين، وآلهة في نهاية المطاف.
استمد اليسار الجديد إلهاما كبيرا من كتابات عالم الاجتماع رايت ميلز، الذي أشاع مصطلح اليسار الجديد في خطاب مفتوح عام 1960. وقد قال كاتب سيرة ميلز، دانيال جيري، أن كتابات ميلز كانت ذات تأثير كبير على حركات اليسار الجديد الاجتماعية في ستينات القرن العشرين.

### في أمريكا اللاتينية
يمكن تعريف اليسار الجديد في أمريكا اللاتينية، على نحوٍ فضفاض، بأنه مجموعة من الأحزاب السياسية، الحركات الاجتماعية الأهلية الراديكالية (كحركات السكان الأصليين، وحركات الطلاب، وحركات العمال الريفيين المعدمين، والمنظمات أفريقية الأصل والحركات النسوية)، التنظيمات المسلحة (كالثورتين الكوبية والنيكاراغويانية) وغيرها من المنظمات (كالنقابات العمالية، تحالفات الفلاحين، ومنظمات حقوق الإنسان) التي شملها اليسار بين عام 1959 (مع بداية الثورة الكوبية) وعام 1990 (مع سقوط جدار برلين).
جادل كثير من المفكرين الأمريكيين اللاتينيين[من؟] بأن الولايات المتحدة استخدمت البلدان الأمريكية اللاتينية كاقتصادات ثانوية على حساب المجتمع الأمريكي اللاتيني وتطوره الاقتصادي، وقد رأى الكثيرون ذلك كامتداد للاستعمار الجديد والإمبريالية الجديدة. أدت هذه النقلة في التفكير إلى فيض من الحديث حول النهج الذي على أمريكا اللاتينية أن تسلكه لتؤكد على استقلالها الاجتماعي والاقتصادي عن الولايات المتحدة. وقد نادى كثير من العلماء بأن تبني الاشتراكية قد يساعد على تحرير أمريكا اللاتينية من هذا الصراع.
كان اليسار الجديد الذي ظهر في أمريكا اللاتينية مجموعة سعت للذهاب لما وراء جهود الماركسية اللينينية الحالية المبذولة لتحقيق المساواة الاقتصادية والديمقراطية، من أجل تبني إصلاحات اجتماعية ومعالجة القضايا الفريدة التي تخص أمريكا اللاتينية، مثل المساواة العرقية والإثنية، وحقوق السكان الأصليين، وحقوق البيئة، ومطالبات الديمقراطية الراديكالية، والتضامن العالمي، ومعاداة الاستعمار، ومعاداة الإمبريالية وغير ذلك من المقاصد. من بين حركات اليسار الجديد في أمريكا اللاتينية، هنالك الثورة الكوبية في عام 1959، وانتصار الثورة الساندينية في نيكاروغوا عام 1979، وحكومة حزب العمال في بورتو أليغري عام 1990، وغيرها.

### في بريطانيا
نتيجة لخطاب نيكيتا خروتشوف السري الذي أدان فيه ستالين، غادر الكثيرون حزب بريطانيا العظمى الشيوعي، وأعادوا النظر في الماركسية التقليدية. وانضم بعضهم إلى العديد من التجمعات التروتسكية أو حزب العمال.
نشر عضوا مجموعة مؤرخي الحزب الشيوعي والمؤرخان الماركسيان إدوارد بالمر تومبسون وجون سافيل جريدة منشقة في الحزب الشيوعي البريطاني تحت اسم «ريزونر». ولأنهما رفضا وقف نشر الجريدة اتباعا لأمر الحزب الشيوعي البريطاني، فإن الحزب عطل عضويتهما به، وقد أعادا نشر الجريدة تحت اسم «ذا نيو ريزونر» في صيف عام 1957.
كان تومبسون مهما على وجه الخصوص لأنه أتى بمفهوم «اليسار الجديد» إلى المملكة المتحدة في صيف عام 1959، وذلك في مقالة كتبها بنيو ريزونر، قال فيها:
وفي وقت لاحق من نفس العام، نشر سافيل مقالا في نفس الجريدة، وصف فيه انبثاق اليسار البريطاني الجديد كرد على انحراف الاشتراكيين داخل وخارج حزب العمال خلال خمسينات القرن العشرين، والذي رآه سافيل على أنه نتيجة لفشل اليسار الراهن في السيطرة على التغيرات السياسية التي مر بها العالم عقب الحرب العالمية الثانية مع بدأ توسع ما بعد الحرب العالمية الثانية الاقتصادية وإرث وزارة أتلي الاجتماعي الاقتصادي، وقد جاء في ذلك المقال:
في عام 1960، اختلطت «ذا نيو ريزونر» مع «يونيفيرستيس آند ليفت ريفيو» ليشكلا صحيفة «نيو ليفت ريفيو». وقد حاولت تلك الصحف أن تشكل رأيا نظريا من الماركسية المعدلة، والماركسية الإنسانية والاشتراكية، بعيدا عن النظرية الماركسية التقليدية. وقد أدت هذه الجهود إلى إتاحة أفكار منظرين ذوي ثقافات موجَّهة لجمهور من الطلاب الجامعيين.
في تلك الفترة المبكرة، انضم الكثيرون من اليسار الجديد إلى حملة نزع السلاح النووي التي تشكلت عام 1957. ووفقا لروبن بلاكبِرن، فإن أفول حملة نزع السلاح النووي في أواخر عام 1961 أدى إلى نزع قوة اليسار الجديد كحركة، وأدت الشكوك والانقسامات في مجلس صحيفة «ريفيو» إلى نقلها لمجموعة أصغر وأقل خبرة عام 1962. تحت الإدارة التحريرية الدائمة لبيري أندرسن، قامت صحيفة «ذا نيو ليفت ريفيو» بتشجيع مدرسة فرانكفورت، أنطونيو غرامشي، لوي ألتوسير، وغير ذلك من أشكال الماركسية.[20] وقد ارتبطت دوريات أخرى مع اليسار الجديد، منها سوشيالست ريجستر، التي بدأت عام 1964، وراديكال فيلوسوفي، التي بدأت عام 1972، وقد نشرت تلك الجرائد مجموعة من الكتابات الهامة في هذا المجال.